# Niceville
Niceville es una ciudad situada en el condado de Okaloosa, Florida, Estados Unidos. Tiene una población estimada, a mediados de 2023, de 16 490 habitantes.
Es una ciudad gemela con la vecina Valparaiso y es parte de la región conocida como Emerald Coast.
Está ubicada en la zona de influencia de la Base de la Fuerza Aérea Eglin (Eglin AFB). 

## Geografía
La localidad está ubicada en las coordenadas 30°31′44″N 86°28′34″O / 30.52889, -86.47611 (30.528825, -86.475995). Según la Oficina del Censo, tiene una superficie total de 37.67 km², de los cuales 37.29 km² corresponden a tierra firme y 0.38 km² están cubiertos de agua.

## Demografía
Según el censo de 2020, en ese momento la localidad tenía una población de 15 772 habitantes. La densidad de población era de 422.96 hab./km².
|                        | Núm.   | Porc. |
| ---------------------- | ------ | ----- |
| Blancos                | 12 300 | 78.0% |
| Afroamericanos         | 753    | 4.8%  |
| Amerindios             | 89     | 0.6%  |
| Asiáticos              | 553    | 3.5%  |
| Isleños del Pacífico   | 38     | 0.2%  |
| De otras razas         | 346    | 2.2%  |
| De una mezcla de razas | 1693   | 10.7% |

Del total de la población, el 8.12% son hispanos o latinos de cualquier raza.